# Ski acrobatique aux Jeux olympiques de 1994
Pour des articles plus généraux, voir Ski acrobatique aux Jeux olympiques et Jeux olympiques d'hiver de 1994.
Navigation
Albertville 1992 Nagano 1998
Les épreuves de ski acrobatique aux Jeux olympiques de 1994.

## Podiums
| Épreuves | Or                   | Argent            | Bronze                 |
| Bosses F | Stine Lise Hattestad | Liz McIntyre      | Elizaveta Kozhevnikova |
| Bosses H | Jean-Luc Brassard    | Sergei Shupletsov | Edgar Grospiron        |
| Saut F   | Lina Cheryazova      | Marie Lindgren    | Hilde Synnøve Lid      |
| Saut H   | Andreas Schönbächler | Philippe LaRoche  | Lloyd Langlois         |